# Константин Иванович Белозерский
Константи́н Ива́нович (около 1370—1408) — новгородский удельный князь.

## Биография
Сын княжича Ивана Фёдоровича, внук владетельного Белозерского князя Фёдора Романовича, погибших в Куликовской битве. Прямой наследник, после дяди Юрия Васильевича, Белозерского княжества, если бы оно не было отобрано у белозерских князей Дмитрием Донским.
Не желая подчиняться Москве, ушёл в 1393 году в Новгород, который легко открывал доступ служилым князьям, назначая им в управление города и волости и требуя от них лишь защиты города в минуту опасности. В том же году, во время войны великого князя Московского Василия Дмитриевича с Новгородом, со стороны последнего, вместе с князем литовским Романом, сражался «с охвочею ратью» и князь Константин, принимая участие во взятии Кличена и Устюжны и в сожжении Устюга и Белозерска, хотя в Новгородской первой летописи младшего извода сообщение о его приезде в Новгород помещено после сообщения о войне с Василием I:
... И князь великыи взя у Новагорода пригород Торжокъ с волостьми, и Волокъ Ламьскыи, и Вологду, и волостии много повоева; а новгородци взяша у князя великаго Устьюгъ город, Устижно, и много волостии поимаша; и в то время с обѣ сторонѣ кровопролитья много учинилося... Прииха князь Костянтинъ Бѣлозерьскыи в Новъгородъ, и прияша его.Новгородская первая летопись младшего извода
В 1394 году новгородцы с князем Романом Литовским и князем Константином ходили ко Пскову ратью:
Того же лѣта ходиша новгородци ко Пьскову ратью и стояша под городом недѣлю; и в то время учинися бои в заиздѣ новгородцамъ съ пьсковици, и убиша ту князя Ивана Копорѣискаго и Василья Федоровича, а иных паде съ обѣ сторонѣ богъ вѣсть; и отъидоша новгородци от города, а со пьсковицѣ в розмѣрьи.Новгородская первая летопись младшего извода
В 1395 году князь Константин разбил шведов, пришедших к новому городку Яму:
Приходиша Нѣмци Свѣя к новому городку къ Ямѣ, и поихаша прочь, и князь Костянтинъ с городцаны иных изби, а инии убѣжаша.Новгородская первая летопись младшего извода
В следующем году, произошло нападение немцев на Корельскую и Колыванскую земли, он преследовал их, но не нагнал: поймал только одного языка и прислал его в Новгород:
Того же лѣта пришедше Нѣмци в Корѣльскую землю и повоеваша 2 погоста: Кюрьескыи и Кюлоласкыи, и церковь сожгоша; и князь Костянтинъ съ Корѣлою гнася по нихъ, и языкъ изима и присла въ Новъгородъ.Новгородская первая летопись младшего извода
Во время его княжения в удельном княжестве в Новгороде в 1397 году был заключен мир со Псковом:
В лѣто 6905 [1397]... И посадникъТимофѣи Юрьевич и тысячкыи Микита Федорович и вси посадникы и тысячкыи и боярѣ и весь великыи Новъградъ благословение своего господина отца владыцѣ Ивана принялѣ, а от пьсковиць нелюбье отложилѣ, и взяша миръ поВперёдѣ, мѣсяца июня въ 18 день(1 июля по григорианскому календарю), на память святого мученика Лентѣя, занеже не бяше миру по 4 годы, и бысто крестияномъ радость и веселье, а диаволъ, видя крестияномъ добро, плакашеся, видя себе побѣжаема, а злодѣи крестияньскыи помрачишася.Новгородская первая летопись младшего извода
В 1408 году перешёл на службу во Псков, по всей вероятности, для оказания помощи в бывшей тогда войне псковичей с немцами и литовцами, но в том же году «Князь Константин Белозерский, — говорит Псковская летопись, — выеха вон из Пскова, а не учинив помощи никоея же», а на замену ему пришёл некий Даниил Александрович из Порхова.
Когда и где умер он — неизвестно. Родословные считают его бездетным.